# Le Garage (hôtel)
 (avril 2025).
Pour les articles homonymes, voir Le Garage (homonymie).
L'hôtel Le Garage Biarritz est un hôtel de luxe situé à Biarritz, à proximité du phare, la plage du Miramar et tout près de l'hôtel Regina dont il partage l'appartenance au groupe Experimental. 
Il est issu d'un ancien garage automobile des années folles qui accueillait les plus belles voitures des clients de l'hôtel Régina.

## Histoire

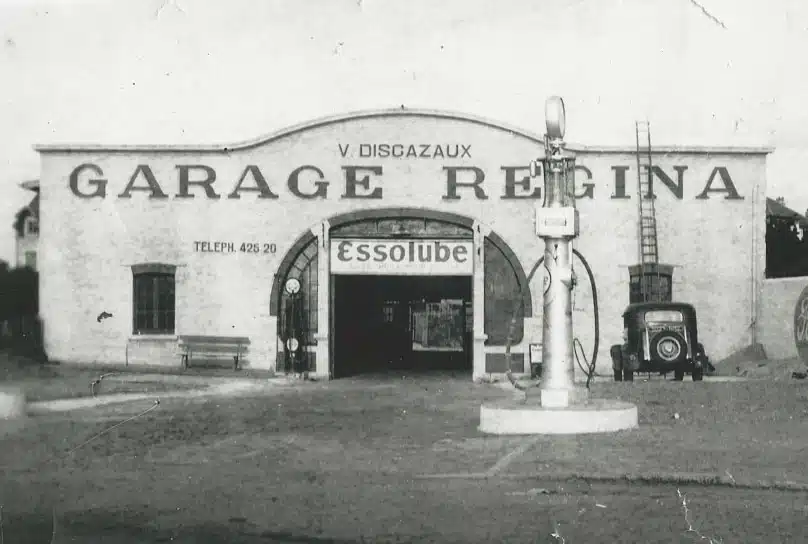
Façade de l'ancien garage Regina.

En 1912, le Garage va abriter le siège du Biarritz Aero Club. Puis Robert Barenne rachète le lieu en 1930, il en fit un garage privé pour accueillir les voitures des clients du Régina. Après-guerre, un mécanicien était même au garage en permanence, également mécanicien à l’aéro-club. 
Le bâtiment fut délaissé pendant une trentaine d'année.
En 2018, le streetart remet en lumière le bâtiment de 900 m² alors ouvert au public le temps de l’exposition Colorama sur le thème de la couleur violette.
Lors de son ouverture en 2021, l'établissement compte vingt-sept chambres et suites, un restaurant ainsi qu'une piscine extérieure chauffée. Le design d'époque du garage Régina a été entièrement rénové dans un style néo-rétro.